# TV Табачук
TV Табачук (Студия TV Табачук; другое название — TVT) — бывшая киевская информационно-развлекательная телекомпания.

## История

### Продакшн-студия
26 сентября 1992 года произошло первое появление программ студии «TV Табачук» в украинском телеэфире на канале «УТ-3». Название информационных выпусков «СИТ-3» расшифровывалось как «Служба информации телеканала 3». Впоследствии студия Вадима Табачука выпускала новости «СИТ-30» на 30-м киевском телеканале «ТЕТ», «СИТ-АНТ» для телеканала «Тонис» и каналов Ассоциации Независимого Телевидения и, в конце концов, создала свой собственный телеканал. Но тогда, в сентябре 1992 года, все начиналось с десятиминутных информационных блоков о событиях в Украине и мире. Блоки эти состояли как из сюжетов производства самой Студии «TV Табачук», так и сюжетов, записанных из эфира таких телегигантов, как «CNN», «Deutsche Welle», «ITN» и озвученных на украинском языке.

### Телекомпания
26 февраля 1996 года на 7-м канале в Киеве «TV Табачук» начинает полноценное вещание как телекомпания, заменив «Телекомпанию РТМ».
Поскольку частота 7-го канала была официально разделена между тремя телерадиоорганизациями — «Гравис», «Народное Телевидение Украины» и «Студия TV Табачук», то разделение эфирного времени было проведено по тому же принципу шахматной доски, по которому ранее «делили» 30-й и 25-й каналы. То есть, если сегодня утром в эфире — «Гравис», то завтра — «НТУ», а послезавтра – «TVТ».  При этом отдельные временные блоки были закреплены за теми или иными вещателями.  «TV Табачук» имел ежедневный получасовой блок в 21:00 – новости «СИТ-7».
Компания подавала заявку на право круглосуточного вещания на 7-м канале в Киеве и параллельно — на право вещания на сети «УТ-3» (на которой в это время транслировался российский «ОРТ») по Украине в объеме 18 часов в сутки. Но в результате на 7-м канале она получила 6 часов в сутки несколько дней в неделю, а в лицензии на «УТ-3» ей отказали полностью.
10 октября 1996 года Национальный совет Украины по телевидению и радиовещанию приостановил лицензию «TV Табачук» на вещание на 7-м канале, а также права выхода на канале «ТЕТ» программы «СИТ-30» за распространение искаженной информации о деятельности регулирующего органа. Впрочем, этот запрет длился недолго — через некоторое время программы «Студии TV Табачук» вернулись в эфир.
17 апреля 2002 года Национальный совет по телевидению и радиовещанию объявил «ТV-Табачук» победителем конкурса на право вещания на 37-м канале, который до этого делили телерадиокомпании «ЮТаР» и «Заграва». 14 мая канал получил лицензию, а вещание на новой частоте началось днем 21 июня, сразу после отключения «Ютара» накануне. По словам члена Национального совета Юрия Шкарлата, «TVT» предложил наиболее интересную концепцию вещания на канале — социально-экологическую. Кроме того, Юрий Шкарлат отметил, что на сегодняшний день у «ТV-Табачук» лучшая среди участников конкурса материально-техническая база.
25 августа 2003 года телекомпании «TV Табачук» и «Гравис-7» приостановили вещание в знак протеста против исключения из самого доступного пакета оператора «Воля-кабель», и возобновили выход в эфир в марте 2004 года.
Вещание «TV Табачук» на 37-м канале в 2002—2004 годах не отличалось наличием рейтинговых программ. По сути, набор выходивших на 37 канале программ практически не отличался от того, что компания ранее представляла по 7-му каналу. Концепция социально-экологического телеканала так и не была реализована в полной мере, несмотря на поддержку Партии Зеленых.
К концу лета 2002 года канал выпускал около 20 циклов авторских программ. Директор канала Вадим Табачук в интервью одному из киевских изданий с гордостью заявлял, что такого количества авторских программ в то время не производила ни одна телекомпания Киева. В эфир выходили ток-шоу (в том числе интерактивные, с возможностью зрителей зрителей в прямой эфир), музыкальные, развлекательные программы, передача для детей «Сказки лирника Сашка».
Также телекомпания продолжила новостную речь, представленную информационной программой «СИТ», которую Вадим Табачук с гордостью называл старейшей независимой информационной программой Украины. А вот фильмо- и сериалопоказ в эфире канала хоть и присутствовал, но в очень ограниченном количестве.
5 мая 2004 года телекомпания «ТV-Табачук» получила лицензию на право вещания еще в одном городе – Симферополе. Таким образом, компания нацелилась на создание собственной сети. Однако эти планы были реализованы позже — уже после смены учредителей и полного ребрендинга телеканала.
Произошло это во второй половине 2004 года накануне президентских выборов, когда стало известно, что у телекомпании появились новые учредители — донецкое ООО «Східинвестпром» (33,66%) и физическое лицо Мелешко И. С. (66,34%). Тогда же заговорили о скором переформатировании канала в информационный проект, реализацию которого должны осуществлять менеджеры, близкие к донецким бизнес-группам.
1 ноября 2004 года «TVT» прекратил вещание. Причина закрытия — запуск нового телеканала «НТН».

### Общественное телевизионное объединение «Воля»
Осенью 1997 года две из трех телекомпаний, вещавших на столичном 7-м канале, — «TV Табачук» и «Народное телевидение Украины» объявили о своих намерениях создать новую общую структуру — Общественное телевизионное объединение «Воля». Как тогда писала одна из киевских газет, в объединении планировалось ввести единую координацию производства телепрограмм, создать единое рекламное агентство и совместные творческие группы. К тому времени телекомпания «TV Табачук» закончила строительство нового студийного комплекса на улице Дегтяревской, а «Народное телевидение Украины» достраивало собственный студийный комплекс на Подоле. Обе компании были готовы к выходу отменно на новый уровень.  Третий вещатель на 7-м канале — ТРК «Гравис» — отказался присоединиться к Общественному телевизионному объединению «Воля».
Впрочем, развитие 7-го киевского телеканала тормозилось слабой технической базой канала на передающем центре и хозяйственным конфликтом между вещателями, имеющими лицензии и СП «Украинско-американское вещание», которое отвечало за техническую сторону непосредственной речи на данной частоты. Тогдашний генеральный директор СП «УАВ», Юрий Федоренко, из-за печати обвинил телекомпании «НТУ» и «ТV-Табачук» в том, что по их вине 7 канал разваливается и может прекратить существование, поскольку «НТУ» платит лишь 20—30% от суммы, указанной в договоре  аренды канала, а TV Табачук перестал платить вообще. В связи с этим СП «УАМ» даже обратилось в суд с иском о взыскании с данных телестудий платы за аренду канала.
Между тем руководитель телекомпании «НТУ» Александр Кучменко и руководитель «TVT» Вадим Табачук данные обвинения отвергали. Александр Кучменко утверждал, что его компания за аренду канала платит согласно тарифам, утвержденным государством как максимальным, а вот СП «УАМ», являясь всего лишь посредником между Концерном РРТ и непосредственными вещателями, хочет взимать с них плату в пятикратном размере. По этой же причине приостановил оплату и Вадим Табачук, утверждавший, что его компания заплатила за эфир на несколько лет вперед, а СП «УАМ» так и не смогла обеспечить передачу в эфир качественного и стабильного сигнала 7-го телеканала. И вообще, по мнению Вадима Табачука, само существование СП «УАВ» было незаконным, поскольку данная компания не имела на балансе ни языкового, ни коммутационного оборудования. Поэтому Вадим Табачук и Александр Кучменко согласились подождать решения суда, а также надеялись, что после создания Общественного телевизионного объединения «Воля» они смогут установить на башне собственный мощный передатчик.
Но проект Общественного телевизионного объединения «Воля» так и не был реализован, хотя тесное сотрудничество «TV Табачук» и «Народного телевидения Украины» продолжалось до момента прекращения вещания «НТУ».

## Программы

### Программы собственного производства
- В гостях у Дмитрия Гордона (1996—2003)[14]
- Сказки лирника Сашка
- Окно в мир
- Путешествие в прошлое
- Сделано на «TVT»
- Зоопарки мира
- Aquarium live (2002—2004)
- Пора жить
- Языковая гостиная
- Кухонные страсти[15]
- СИТ
- Любимец судьбы

### Программы других производств
- Ералаш (1997—1998)[16]

## Логотипы
В течение всего времени логотип телеканала был в форме трех треугольников, вписанных один в один и латинских букв «TVT» под ним. Во время трансляции информационной программы «СИТ» заменялся логотипом программы, который находился в левом нижнем углу.
| Логотип | Описание |
| ------- | --- |
|         | С 26 февраля 1996 по 24 декабря 2002 год был желтого цвета. Сначала находился в верхнем правом углу экрана, затем переместился в левый нижний угол. Во время трансляции передач «BIZ-TV» находился в левом верхнем углу экрана, в правом верхнем было лого «BIZ-TV». |
|         | С 25 декабря 2002 по 31 октября 2004 год был белого цвета на фоне синего слоя. Находился в левом нижнем углу экрана, затем переместился в левый верхний угол. |